# Одбачена
Одбачена (хинд. उतरन) индијска је сапуница, снимана од 2008. до 2015.
У Србији је од 2012. до 2015. емитована на телевизији Прва.

## Синопсис
Прича прати детињство и одрастање две девојчице које потичу из различитих друштвених слојева, али постају најбоље пријатељице. Међутим, када одрасту, њихово пријатељство бива на озбиљном тесту појавом једног мушкарца.
У средишту приче су две девојчице Тапасја и Ића које потичу из сасвим различитих друштвених слојева. Тапасја (Тапу) је кћерка богатих аристократа Дивје и Ђогија Такура, која је иако је рођена у раскоши, скромна, послушна и добра. Ића је рано остала без оца и одрасла уз мајку Дамини, која ради као кућна помоћница у кући богате породице Такур, како би свом детету обезбедила нормалан живот.
Када Ђоги Такур, отац девојчице Тапу, открије да је ненамерно крив за смрт Ићиног оца, почиње да га изједа кривица и одлучује да Ићу одгаја као рођену кћерку, како би умирио савест и исправио грешку. Међутим, и поред пријатељства које су девојчице развиле, љубомора је неминовна, поготово кад Ића све освоји својом једноставном природом и добрим срцем. Сумитра Деви, тетка Тапасијине мајке, одбија да прихвати Ићу и Дамини, и полако окреће Тапасју против њих.
У њихове животе улази богат младић Вир Синг Бундела. Дошао је са намером да се ожени Тапасјом, али упознаје Ићу, и заљубљује се у њу. Тапасја због љубоморе покушава да спречи њихово венчање. У томе је успела на неко време. Ипак ће се Ића и Вир опет срести и венчати. У причу улазе и њихова деца: Јуврађ, Мити и Кана. Кана је усвојен. Тапасја са Рагувендром Пратап Ратором има ћерку Мукту. Ића ће на свом животном путу сретати велики број особа које ће покушати да нашкоде њој и њеној породици. Њена свекрва Гунванти и заова Чанда покушаваће на све начине да нанесу зло Ићи и раздвоје је од Вира. Ића и Тапасја ће након дуге свађе да се помире и поново ће постати најбоље другарице.
Ићу ће ударити камион, и она ће донирати своје срце Тапасји, која је претходно била рањена. Ића умире, а Тапасја добија нови живот. Ићина ћерка, Мити, удата је за човека који се претвара да је Вишну, Ићин ученик, али он је у ствари Акаш Чатерђи, син човека кога је Ића убила, спасавајући Вира, кога је овај напао. Он је дошао са намером да се освети, али се убрзо заљубљује у Мити. Акашева мајка Екадаши, брат Нирбај, тетке Гомти и Павитра и ујак Агарт муче и малтретирају Мити, претварајући се да је воле, и наређују Акашу да је убије. Међутим, Мити успева да се спасе, а након што Мити сазнаје да ју је Акаш преварио, Мити ће бити љута на њега. Претвараће се да га мрзи, а сви знамо да то није истина. У причу улази и прави Вишну Кашјап. Између њега и Мукте ће се убрзо родити љубав. Екадиш жели Акаша оженити Амбиком, пргавом ћерком полицијског инспектора, али Акаш не пристаје на брак јер воли само Мити. Амбика се удаје за Акашевог брата, Санкрата, који је једини био добар према Мити. Амбика мрзи Мити па је се жели отарасити како би она била с Акашем. Међутим, план јој пропада. На крају се испостави да је Амбика заправо Раторева кћер с Малвиком, његовом првом женом, која је погинула у пожару и која је заправо сестра инспектора који тврди да је он Амбикин отац. Ипак, Малвика је заправо жива, али нико то не зна. Амбика убије другу жену и сви мисле да је то она те да ју је Мити убила. Мити је осуђена на смртну казну, али се на крају сазна истина, те она буде пуштена, а Амбика ухапшена. Малвика ослобађа ћерку из затвора.
Након доста проблема, Мукта и Вишну и Акаш и Мити успевају да се споје, али на кратко. Убрзо ће Мити случајно завршити у Пакистану, а Вишну ће бити на ивици смрти, јер пати од тешке болести. И док је Мукта трудна, у 9. месецу, Акаш ће бесомучно тражити Мити и наћи ће је. Мукта је родила сина, а Акаш и Мити ће успети да се врате у Индију. Вишну ће се пробудити и све ће се завршити лепо.
Акаш и Мити су усвојили девојчицу која се зове Рани која је Акашева биолошка кћерка коју има са женом по имену Нандини, која се у почетку представљала као Чамели. Нандини покушава раставити Мити и Акаша и притом ће покушати убити Мити. Прерушена Малвика,која се представља као Малу и постаје слуга у кући помаже јој да оствари свој план. Али, када јој Нандини подвали, Малвика, заједно с Амбиком стаје на Митину страну. Амбика је поново са Санкратом, који се скоро оженио служавком, Кађри, и трудна је. Нандини је постала добра тако што је убила Кана, непријатеља, да би спасила Акаша. Канову кћерку, Таману су Акаш и Мити исто усвојили. Међутим, Рани није желела да је прихвати за млађу сестру. Акашова мајка, Екадиш настоји да оне буду непријатељи и да буду љубоморне једна на другу. Нани је признала да је исту ствар радила годинама уназад као што Екадиш сада ради. Коначно, Рани прихвата Тану, захваљујући Нандини која је посаветила Рани, да се не би понавила ситуација као што Мукта није подносила Мити. То је објашњење шта у ствари значи бити одбачен.

## Улоге
| Глумац                      | Улога                                  |
| --------------------------- | -------------------------------------- |
| Тина Дута                   | Мити Акаш Чатерђи Ића Вир Синг Бундела |
| Мрунал Џаин                 | Акаш Авинаш Чатерђи                    |
| Сриџита Де                  | Мукта Вишну Кашјап                     |
| Аџеј Синг Чаудари           | Вишну Кашјап                           |
| Ваишали Такар               | Дамини Рађендра Барти                  |
| Ајуб Кан                    | Ђоги Такур                             |
| Прагати Мера Пјумори Мета   | Дивја Такур                            |
| Пратима Казми               | Сумитра Деви (Нани)                    |
| Аршифа Кан                  | Рани                                   |
| Крутика Десај Кан           | Екадаши Авинаш Чатерђи                 |
| Варун Туркеј                | Санкрант Авинаш Чатерђи                |
| Арти Синг                   | Кађри Санкрант Кашјап                  |
| Вивида Кирти                | Амбика                                 |
| Ришина Кандари              | Малвика Рагувендра Пратап Ратор        |
| Нандиш Санду Викас Бала     | Вир Синг Бундела                       |
| Рашми Десај                 | Тапасја Рагувендра Пратап Ратор        |
| Гаурав Чопра                | Рађувендра Пратап Ратор                |
| Крип Сури                   | Асгар Шаик                             |
| Сахил Фул                   | Ашфаг Шаик                             |
| Хетал Јадав                 | Павитра Кашјап                         |
| Нина Синг                   | Гомти Кашјап                           |
| Самикша Батнагар            | Зубеида Шаик                           |
| Винит Кумар                 | Халид Шаик                             |
| Манси Шарма                 | Саба Шаик                              |
| Амрин Чакивала              | Нусрат Шаик                            |
| Мадура Наик                 | Нилофер                                |
| Анчал Сабарвал              | Фида                                   |
| Рајеш Кера                  | Махарани                               |
| Чаитанија Чоудури           | Кана Барти                             |
| Саураб Раџ Ђен Барат Чавда  | Јуврађ Синг Бундела                    |
| Шамим Шеик                  | Балдев Синг Бундела                    |
| Ајинки Мишра                | Умед Синг Балдев Синг Бундела          |
| Бина Банерџи                | Гунванти Умед Синг Бундела             |
| Рохит Курана                | Ванш Синг Бундела                      |
| Пранита Саху                | Сурби Кана Барти                       |
| Гаурав Бађаџ                | Аман Верма                             |
| Моналика Бонсле             | Чанда                                  |
| Сунил Синха Киран Кармаркар | Теђ Балдев Синг Бундела                |
| Аканша Авати                | Рохини                                 |
| Ранвир Шарма                | Авинаш Чатерђи                         |
| Спарш Канчандани            | Ића Барти                              |
| Ишита Панчал                | Тапасја Такур                          |